# Harry Plummer
Pour les articles homonymes, voir Plummer.
Pas d'image ? Cliquez ici

a Compétitions nationales et continentales officielles uniquement.

b Matchs officiels uniquement.
Dernière mise à jour le 9 juillet 2025.
Harry Plummer, né le 19 juin 1998 à Auckland (Nouvelle-Zélande), est un joueur international néo-zélandais de rugby à XV évoluant aux postes de demi d'ouverture ou de centre.

## Biographie

### Jeunesse et formation
Harry Plummer naît le 19 juin 1998 à Auckland en Nouvelle-Zélande. Il grandit dans une famille de sportifs, son père, Mark, est un joueur de cricket de bon niveau, passionné de rugby à XV, devenu ensuite physiothérapeute pour les Blues, les Counties Manukau et Auckland, tandis que sa mère, Jo, est une nageuse compétitive qui a représenté la Nouvelle-Zélande en water-polo. Ses deux frères, Josh et Ben, et sa sœur, Piper, sont également très impliqués dans le sport.
Durant sa jeunesse, il commence la pratique du rugby à XV au Karaka RFC puis il est scolarisé au St Peter's College d'Auckland, où il pratique ce sport à partir de 2014 et est utilisé à plusieurs postes de la ligne d'arrière, comme l'aile, l'arrière et le centre. Dès sa première saison, il se met en évidence en réalisant une bonne performance lors de la demi-finale entre son établissement et l'Auckland Grammar malgré la défaite des siens. L'année suivante, il commence à devenir un buteur régulier.
En 2016, il est le meilleur buteur de la compétition de l'Auckland 1A First XV et joue avec l'équipe des moins de 18 ans des Blues. Joueur prometteur, il est sélectionné cette année-là en équipe de Nouvelle-Zélande scolaire (en) et inscrit un total de 22 points afin d'aider son équipe à battre leurs homologues Australiens (en). En fin d'année, il est récipiendaire du Royal Wolf Tertiary Rugby Scholarship, une bourse d'études lui permettant de financer ses frais de scolarité durant trois ans.
Il indique s'inspirer des demis d'ouverture Dan Carter, son idole de jeunesse, et Beauden Barrett, deux champions du monde néo-zélandais évoluant au même poste que lui. Alors âgé de 18 ans, il a l'opportunité de rejoindre la province des Counties Manukau mais choisit finalement celle d'Auckland, en rejoignant également le club de Grammar TEC, l'opportunité de progression ainsi que la bourse d'études ayant fait pencher la balance envers sa région natale. Il entreprend alors des études de commerces à l'université technologique d'Auckland à partir de 2017,. Lors de la saison 2017, il est capitaine de Grammar TEC et joue avec l'équipe des moins de 19 ans d'Auckland, remportant la Graham Mourie Cup.

### Début de carrière professionnelle avec Auckland, premier titre en NPC puis débuts aux Blues (2017-2022)
Toujours en 2017, à 19 ans, Harry Plummer fait également ses débuts avec l'équipe senior d'Auckland en National Provincial Championship (NPC) contre Bay of Plenty. Deux semaines plus tard, il connaît sa première titularisation contre Canterbury.
L'année suivante, il est sélectionné en équipe de Nouvelle-Zélande des moins de 20 ans, remportant le Championnat d'Océanie et participant au Championnat du monde junior,,. Lors de la saison 2018 de NPC (en), il prend une part prépondérante dans le succès d'Auckland, la province remportant la compétition. Titulaire à l'ouverture lors de la finale, il inscrit cinq transformations et son équipe s'impose 40 à 33 contre Canterbury.
Après ce premier succès en senior, il est retenu dans l'effectif des Blues pour la saison 2019 de Super Rugby. Il fait ses débuts dans la compétition contre les Crusaders, en tant que remplaçant lors de la première journée. Pendant la rencontre, il a l'occasion de faire gagner son équipe mais il manque la pénalité de la victoire, ce qui lui vaut d'être beaucoup critiqué. Quelques journées plus tard, il connaît sa première titularisation contre les Sunwolves. Cette saison-là, il participe à tous les matchs des Blues, soit 16 rencontres pour six titularisations à l'ouverture et 48 points inscrits. En NPC, il continue d'être titulaire avec Auckland, l'étant à huit reprises en autant de matchs.
L'année suivante, il fait de nouveau partie de l'effectif des Blues en Super Rugby et Super Rugby Aotearoa. Pendant la saison, il est une nouvelle fois remplaçant, disputant 14 matchs dont trois comme titulaire en premier centre. Toujours présent dans l'effectif d'Auckland, sa province se rend à nouveau en finale de NPC (en) mais s'incline cette fois-ci 13 à 12 contre Tasman.
Lors de l'année 2021, sa franchise se qualifie jusqu'en finale du Super Rugby Trans-Tasman. Remplaçant pour la rencontre, il entre en jeu en cours de match et inscrit huit points au pied pour permettre à son équipe de s'imposer 23 à 15 contre les Highlanders, leur permettant de remporter la compétition. En National Provincial Championship (en), il est nommé capitaine d'Auckland pour la première fois.
En 2022, après deux journées de Super Rugby disputées, il subit une blessure qui lui fait manquer le reste de la saison de Super Rugby. Début août 2022, il effectue son retour sur les terrains avec Auckland en NPC (en). Cette saison-là, il est toujours le capitaine de la province,.

### Titulaire avec les Blues et première cape avec la Nouvelle-Zélande (depuis 2023)
La saison 2023 de Super Rugby voit Harry Plummer devenir un titulaire des Blues au poste de premier centre, il est également nommé capitaine de l'équipe pour la première fois contre la Western Force et dispute son cinquantième match lors de cet exercice. Sa franchise réalise une bonne saison mais son parcours s'arrête en demi-finale face aux Crusaders, multiples champions en titre, lors d'une large défaite 52 à 15. Il dispute dix de ses douze matchs comme titulaire et inscrit 33 points.
Durant la saison 2024 de Super Rugby, il profite de la blessure de Stephen Perofeta pour s'approprier le poste de demi d'ouverture titulaire des Blues. En fin de saison, son équipe, désormais entraînée par Vern Cotter, est sacrée championne pour la première fois depuis la saison 2003 en battant les Chiefs 41 à 10 en finale, dans un match où il inscrit seize points au pied (cinq transformations, deux pénalités),. Après avoir réalisé la meilleure saison de sa carrière, il est nommé meilleur joueur de son équipe par les supporters de la franchise d'Auckland.
Durant l'été suivant, le 4 août, il est convoqué par le sélectionneur de l'équipe de Nouvelle-Zélande, Scott Robertson, afin de pallier la blessure de Stephen Perofeta, son coéquipier des Blues, survenue durant le Rugby Championship. Lors de la cinquième journée de la compétition, il connaît sa première cape internationale avec les All Blacks contre l'Australie le 21 septembre, en remplacement de Sevu Reece en fin de match. Quelques semaines plus tard, il n'est pas convoqué avec les All Blacks pour la tournée d'automne en Europe, notamment en raison de la concurrence de deux des meilleurs demis d'ouverture au monde, Beauden Barrett et Damian McKenzie, mais il est tout de même retenu par les All Blacks XV (en) (équipe réserve néo-zélandaise) pour jouer des matchs contre le Munster et la Géorgie,. Il dispute la rencontre contre le Munster en tant que titulaire puis, finalement, il est appelé par Scott Robertson dans le groupe des All Blacks afin de pallier l'absence de Beauden Barrett. Toutefois, il subit une blessure qui le rend forfait pour le reste de la tournée et l'empêche d'apparaître à nouveau sous le maillot à la fougère argentée.
Pendant sa convalescence, ce même mois, il part visiter les installations du club français de l'ASM Clermont Auvergne. Quelques jours plus tard, son transfert à partir de la saison 2025-2026, pour une durée de trois ans, est officialisé. Cette signature provoque de grandes attentes pour le club clermontois, en difficulté au poste de demi d'ouverture depuis le départ de Camille Lopez en 2022,. De son côté, malgré la tenue de la prochaine Coupe du monde en 2027, Harry Plummer justifie son départ de Nouvelle-Zélande en indiquant que la concurrence de Beauden Barrett, Damian McKenzie et le probable retour de Richie Mo'unga ne lui laisse pas de place pour espérer jouer avec les All Blacks.
Au fil de la saison 2025 de Super Rugby, avec le retour de Beauden Barrett au sein des Blues, il perd son statut de titulaire et est cantonné à un rôle de remplaçant. S'étant qualifiés jusqu'en demi-finale, les Blues s'inclinent à nouveau contre les Crusaders et ne peuvent défendre leur titre.

## Statistiques

### En équipe nationale
Harry Plummer compte une cape en équipe de Nouvelle-Zélande, dont zéro en tant que titulaire, depuis sa première sélection le 21 septembre 2024 face à l'équipe d'Australie. Il n'inscrit aucun point.
Il dispute une édition du Rugby Championship en 2024.

## Palmarès

### En franchise et province
- Vainqueur du National Provincial Championship en 2018 (en) avec Auckland.
- Finaliste du National Provincial Championship en 2020 (en) avec Auckland.
- Vainqueur du Super Rugby Trans-Tasman en 2021 avec les Blues.
- Vainqueur du Super Rugby en 2024 avec les Blues.

### En équipe nationale
- Vainqueur du Championnat d'Océanie en 2018 (en) avec l'équipe de Nouvelle-Zélande des moins de 20 ans.

### Distinctions personnelles
- Meilleur réalisateur de l'histoire de l'équipe de Nouvelle-Zélande des moins de 20 ans (110 points).